# Djokoundi
Djokoundi est un village du Cameroun situé dans le département du Haut-Nyong et la région de l'Est. Il fait partie de la commune d’Angossas.

## Population
En 1966-1967, on y a dénombre 261 habitants.
Lors du recensement de 2005, Djokoundi compte 184 habitants.